# Anees Salim
Anees Salim est un publicitaire et auteur indien connu pour ses livres tels que Les Descendants de la dame aveugle, Vanity Bagh et the Small Town Sea. Il est originaire de la ville de Varkala et vit  à Kochi, au Kerala. Il a remporté le prix de l'Académie Sahitya pour Les Descendants de la dame aveugle en 2018, devenant ainsi le quatrième Malayalee de l'histoire à remporter le prix pour une œuvre rédigé en anglais. Il a publié plusieurs chroniques dans le journal The Indian Express. 

## Biographie
Anees Salim est né à Varkala, une petite ville du Kerala, en 1970. Dans une interview à The Hindu, Salim dit qu'il a hérité son amour des mots de son père qui travaillait en Asie occidentale. Il est directeur de création chez FCB Ulka, une société de publicité multinationale, et vit à Kochi. Malgré ses antécédents en relations publiques et en publicité, il refuse de participer à des tournées promotionnelles et à s'exprimer dans les festivals littéraires.
Dans une interview au Earthen Lamp Journal, il raconte comment ses deux premiers romans ont été rejetés par les éditeurs. C'est son troisième livre, Tales from a Vending Machine, qui a aidé sa carrière d'écrivain à décoller. Vendu à un éditeur en une semaine, il a renouvelé l'intérêt pour ses autres ouvrages et, selon Anees Salim, lui « a valu quatre contrats de publication de ses livres » ,.

## Prix et distinctions
- 2013 - The Hindu Literary Prize pour Vanity Bagh[8],[9],[10] .
- 2015 - Crossword Book Award dans la fiction indienne pour Les Descendants de la dame aveugle [11]
- 2017 - Meilleure fiction (anglais) du Festival du livre de littérature de Bangalore Atta Galatta pour The Small Town Sea [12]
- 2017 - Finaliste du Hindu Prize pour the Small Town Sea [13]
- 2018 - Prix de l'Académie Sahitya (catégorie œuvre en anglais), pour Les Descendants de la dame aveugle[14]

## Œuvre
- The Vicks Mango Tree (2012)
- Tales From A Vending Machine (2013)
- Vanity Bagh (2013), traduit en français chez Actes-Sud en 2015
- The Blind Lady’s Descendants (2014) traduit en français, Banyan Editions en 2020
- The Small-Town Sea (2017)